# Werner Guhre
Werner Guhre (* 11. November 1919 in Chemnitz; † 25. April 2012) war ein deutscher Fußballspieler.

## Werdegang
Der aus Sachsen stammende Mittelfeldspieler Guhre begann seine Karriere beim SC Limbach und wechselte später zum Chemnitzer BC. Nach dem Ende des Zweiten Weltkrieges verließ er die Sowjetische Besatzungszone und schloss sich dem TBV Lemgo an. Im Jahre 1949 wechselte er von der Bezirksklasse in die seinerzeit erstklassige Oberliga Nord zum VfL Osnabrück. Mit dem VfL wurde Guhre in der Saison 1949/50 Dritter und qualifizierte sich für die Deutsche Meisterschaft, wo die Osnabrücker gleich in der ersten Runde am späteren Meister VfB Stuttgart scheiterten. Für den VfL kam Guhre auf zwölf Einsätze inklusive des Spiels gegen die Stuttgarter.
Zur Saison 1950/51 wechselte Guhre zum Lokalrivalen Eintracht Osnabrück, der gerade in die Oberliga Nord aufgestiegen war. Für die Eintracht absolvierte er 26 Oberligaspiele und erzielte dabei ein Tor. Am Saisonende verließ er Osnabrück und wechselte zum niedersächsischen Zweitligisten Tuspo Holzminden, wo er seine Karriere ausklingen ließ.